# Geddes Axe
Geddes Axe ist eine englische New-Wave-of-British-Heavy-Metal- und Rock-Band aus Sheffield, die 1979 gegründet wurde, sich 1983 auflöste und seit 2016 wieder aktiv ist.

## Geschichte
Die Band wurde im Jahr 1979 gegründet und bezog ihren Namen aus einem Buch für Wirtschaftsreform. Genauer beschreibt der Begriff die Parlamentsverordnung aus den Jahren 1921/1922 von Eric Geddes, die alle Lehrergehälter kürzte. Inspiriert wurde die Gründung durch den Erfolg anderer Bands aus Yorkshire wie Def Leppard und Saxon. Die Band wurde von den Gitarristen Martin Wilson und Andy Barrot gegründet. Ergänzt wurde die Besetzung kurz darauf durch den Sänger Andy Millard, den Schlagzeuger Dave Clayton und den Bassisten Mick Peace. Es folgten die ersten lokalen Auftritte, wobei es Geddes Axe auch möglich war, zusammen mit den beiden Bands Def Leppard und Saxon aufzutreten. Bei ihren ersten Auftritten spielte die Gruppe unter anderem auch Coverversionen von UFOs Doctor, Doctor und dem Thin-Lizzy-Song Emerald. Im Sommer 1980 wurde eine erste EP aufgenommen, die drei Lieder enthält, und am Anfang des folgenden Jahres unter dem Namen Return of the Gods bei A.C.S. Records veröffentlicht wurde. Der Tonträger erreichte den ersten Platz der Heavy-Metal-Charts im Sounds und im Melody Maker. Zudem war die Gruppe in der ersten Ausgabe des Kerrang vertreten. Inzwischen waren der Band größere Auftritte möglich, etwa in London im Marquee Club oder im Rainbow Theatre zusammen mit A II Z und More. 1982 setzte die Band ihre Live-Aktivität fort und spielte dabei Songs wie Sharpen Your Wits, Valley of the Kings, Six-Six-Six und eine Coverversion des Kiss-Liedes Detroit Rock City. Gegen Ende desselben Jahres verließen der Schlagzeuger Dave Clayton und der Gitarrist Andy Barrott die Band und wurden durch John Burke und Nick Brown ersetzt. In diesem Zeitraum dachte die Band über einen Umzug nach London nach. Sie verwarf diese Idee jedoch, da sich dies nicht mit den Jobs, die die Mitglieder außerhalb der Band hatten, vereinbaren ließ. Bereits Mitte des Jahres war die Single Sharpen Your Wits mit Rock and Roll Is the Way als B-Seite bei Steel City Records erschienen. Der Tonträger verkaufte sich in recht großer Stückzahl. Die Single war die letzte Veröffentlichung mit dem Sänger Andy Millard, der die Besetzung verließ und innerhalb weniger Monate durch Tony Rose ersetzt wurde. In veränderter Besetzung schlossen sich weitere Auftritte an. Anfang 1983 erreichte die Gruppe ein Interview im Kerrang. Kurze Zeit später erschien über Bullet Records die EP Escape from New York, die das titelgebende Lied, Six-Six-Six und The Day the Wells Ran Dry umfasst. Dies war jedoch die vorerst letzte Veröffentlichung der Band, da sie sich noch im selben Jahr auflöste. Grund hierfür waren finanzielle Probleme.
2016 erschien die Kompilation Aftermath über High Roller Records. Sie enthält die ersten beiden Singles, die EP sowie bisher unveröffentlichtes Demomaterial wie etwa When the Lights Go Out, Life in London, Into the Wilderness und Valley of the Kings. Im selben Jahr war die Gruppe auf dem Brofest zu sehen. Hierbei bestand die Besetzung aus Wilson, Barrott, Millard sowie dem Bassisten Andy Ritson und dem Schlagzeuger Craig Taylor. Dem Auftritt war ein privater „Aufwärm-Auftritt“ in Sheffield vorausgegangen.

## Stil
Laut Malc Macmillan in The N.W.O.B.H.M. Encyclopedia ist die Musik auf Return of the Gods kraftvoll und klinge recht episch. Die Single Sharpen Your Wits sei frecherer und geradlinigerer Rock, der Def-Leppard-Einflüsse, besonders auf der B-Seite der Single, aufweise. Escape from New York, der erste Tonträger mit Tony Rose, enthalte Gesang, der an den von Norman „Kal“ Swan von Tytan erinnere. Das Lied Six-Six-Six klinge von den E-Gitarren her stark nach Diamond Head. Der Song sowie das Titellied seien komplex und interessant strukturiert, während The Day the Wells Ran Dry etwas zugänglicher sei. Otger Jesker schrieb in NWoBHM New Wave of British Heavy Metal The glory Days, dass die Gruppe of mit Rush verglichen wurde, sie sich aber gegen diesen Vergleich gesträubt habe. The International Encyclopedia of Hard Rock and Heavy Metal fasste den Stil als klassischen Hard Rock zusammen. rockdetector.com ordnete die Gruppe dem Melodic Rock zu. Laut Martin Popoff in seinem Buch The Collector’s Guide of Heavy Metal Volume 2: The Eighties enthält Escape from New York kommerzielle Stücke wie The Day the Wells Ran Dry und Power-Balladen wie Six-Six-Six, das an Iron Maiden erinnere und die man dem Progressive Metal würde zuordnen können, wenn die Instrumentenbeherrschung damit einherginge.

## Diskografie
- 1981: Return of the Gods (EP, A.C.S. Records)
- 1982: Sharpen Your Wits (Single, Steel City Records)
- 1983: Escape from New York (EP, Bullet Records)
- 2016: Aftermath (Kompilation, High Roller Records)